# 2023 en boxe anglaise
| Années de la boxe anglaise : 2020 - 2021 - 2022 - 2023 - 2024 - 2025 - 2026    |
| Décennies de la boxe anglaise : 1990 - 2000 - 2010 - 2020 - 2030 - 2040 - 2050 |

Résumé de l'année 2023 en boxe anglaise.

## Boxe professionnelle

### Janvier
28/01 : Artur Beterbiev (19-0, 19 KO), champion poids mi-lourds WBC, IBF et WBO, bat par arrêt de l'arbitre au 8e round Anthony Yarde (23-3, 22 KO).

28/01 : Artem Dalakian (22-0, 15 KO), champion poids mouches WBA, bat aux points David Jimenez (12-1, 9 KO).

### Février
03/02 : Emanuel Navarrete (37-1, 31 KO), bat par arrêt de l'arbitre au 9e round Liam Wilson (11-2, 7 KO) pour le titre vacant de champion poids super-plumes WBO.

11/02 : Rey Vargas (36-1, 22 KO), champion poids plumes WBC, perd aux points contre O'Shaquie Foster (20-2, 11 KO) pour le gain du titre vacant des poids super-plumes WBC.

18/02 : Mauricio Lara (26-2-1, 19 KO) bat Leigh Wood aux points pour le gain du titre de champion poids plumes WBA.

25/02 : Subriel Matías (19-1, 19 KO) remporte le titre vacant de champion poids super-légers IBF par abandon à l'issue du 5e round contre Jeremias Ponce (30-1, 20 KO).

26/02 : Ilunga Makabu (29-3, 25 KO), champion poids lourds-légers WBC, perd par arrêt de l'arbitre au 12e round contre Badou Jack (28-3-3, 17 KO).

### Mars
25/03 : Lawrence Okolie (19-0, 14 KO), champion poids lourds-légers WBO, bat aux points David Light (20-1, 12 KO).

### Avril
01/04 : Robeisy Ramírez (12-1, 7 KO) bat aux points Isaac Dogboe (24-3, 15 KO) pour le titre vacant de champion poids plumes WBO.

08/04 : Takuma Inoue (18-1, 4 KO) bat aux points Liborio Solís (35-7-1, 16 KO) et remporte le titre vacant de champion poids coqs WBA.

08/04 : Kenshiro Teraji (21-1, 13 KO), champion poids mi-mouches WBA et WBC, bat par arrêt de l’arbitre à la 9e reprise Anthony Olascuaga (5-1, 3 KO).

08/04 : Murodjon Ahmadaliyev (11-1, 8 KO), champion poids super-coqs WBA et IBF perd aux points contre Marlon Tapales (37-3, 19 KO).

08/04 : Jesse Rodríguez Franco (18-0, 11 KO) bat aux points Cristian Gonzalez Hernandez (15-2, 5 KO) et remporte le titre vacant de champion poids mouches WBO.

22/04 : Shavkatdzhon Rakhimov (17-1-1, 14 KO), champion poids super-plumes IBF, perd aux points contre Joe Cordina (16-0, 9 KO).

### Mai
06/05 : Canelo Álvarez (59-2-2, 39 KO), champion poids super-moyens unifié, bat aux points John Ryder (32-6, 18 KO).

06/05 : Julio César Martínez (20-2, 15 KO), champion poids mouches WBC, bat par arrêt de l'arbitre au 11e round Ronal Batista (15-3, 9 KO).

13/05 : Zhanibek Alimkhanuly (14-0, 9 KO), champion poids moyens WBO, bat par KO au premier round Steven Butler (32-4-1, 26 KO).

13/05 : Jason Moloney (26-2, 19 KO) bat aux points Vincent Astrolabio (18-4, 13 KO) et remporte le titre vacant de champion poids coqs WBO.

13/05 : Rolando Romero (15-1, 13 KO) bat par arrêt de l'arbitre au 9e round Ismael Barroso (24-4-2, 22 KO) et remporte le titre vacant de champion poids super-légers WBA.

20/05 : Devin Haney (30-0, 15 KO), champion poids légers unifié, bat aux points Vasyl Lomachenko (17-3, 11 KO).

20/05 : Junto Nakatani (25-0, 19 KO) bat par KO au 12e round Andrew Moloney (25-3, 16 KO) et remporte le titre vacant de champion poids super-mouches WBO.

27/05 : Lawrence Okolie (19-1, 14 KO), champion poids lourds-légers WBO, perd aux points contre Chris Billam-Smith (18-1, 12 KO).

27/05 : Mauricio Lara (26-3-1, 19 KO), champion poids plumes WBA, perd aux points contre Leigh Wood (27-3, 16 KO).

27/05 : Luis Alberto Lopez (28-2, 16 KO), champion poids plumes IBF, bat par arrêt de l'arbitre au 5e round Michael Conlan (18-2, 9 KO).

27/05 : Melvin Jerusalem (20-3, 12 KO), champion poids pailles WBO, perd par abandon à l'issue du 7e round contre Oscar Collazo (7-0, 5 KO).

### Juin
10/06 : Sunny Edwards (20-0, 4 KO), champion poids mouches IBF, bat aux points Andres Campos (15-1, 4 KO).

10/06 : Josh Taylor (19-1, 13 KO), champion poids super-légers WBO, perd aux points contre Teófimo López (19-1, 13 KO).

17/06 : Regis Prograis (29-1 24 KO), champion poids super-légers WBC, bat aux points Danielito Zorrilla (17-2, 13 KO).

24/06 : Joshua Franco (18-2-3, 8 KO), champion poids super-mouches WBA, perd aux points contre Kazuto Ioka (30-2-1, 15 KO).

24/06 : Fernando Martínez (16-0, 9 KO), champion poids super-mouches IBF, bat par arrêt de l'arbitre au 11e round Jade Bornea (18-1, 12 KO).

28/06 : Panya Pradabsri (40-1, 24 KO), champion poids pailles WBC, bat par arrêt de l'arbitre au 11e round Norihito Tanaka (20-10, 10 KO).

### Juillet
01/07 : Vincenzo Gualtieri (21-0-1, 7 KO) bat aux points Esquiva Falcao (30-1, 20 KO) et remporte le titre vacant de champion poids moyens IBF.

25/07 : Stephen Fulton (21-1, 8 KO), champion poids super-coqs WBO et WBC, perd par arrêt de l'arbitre au 8e round contre Naoya Inoue (25-0, 22 KO).

25/07 : Robeisy Ramírez (13-1, 8 KO), champion poids plumes WBO, bat par arrêt de l'arbitre au 5e round Satoshi Shimizu (11-2, 10 KO).

29/07 : Terence Crawford (40-0, 31 KO), champion poids welters WBO, bat par arrêt de l'arbitre au 9e round Errol Spence Jr. (28-1, 22 KO), champion WBA, WBC & IBF.

29/07 : Nonito Donaire (42-8, 28 KO) perd aux points contre Alexandro Santiago (28-3-5, 14 KO) pour le titre vacant de champion poids coqs WBC.

### Août
12/08 : Emanuel Navarrete (38-1, 31 KO), champion poids super-plumes WBO, bat aux points Óscar Valdez (31-2, 23 KO).

12/08 : Emmanuel Rodríguez (22-2, 13 KO) bat aux points Melvin Lopez (29-2, 19 KO) pour le gain du titre de champion poids coqs IBF.

26/08 : Oleksandr Usyk (21-0, 14 KO), champion poids mi-lourds WBO, WBA & IBF, bat par arrêt de l'arbitre au 9e round Daniel Dubois (19-2, 18 KO).

26/08 : Oscar Collazo (8-0, 6 KO), champion poids pailles WBO, bat par arrêt de l'arbitre au 6e round Garen Diagan (10-4, 5 KO).

### Septembre
18/09 : Luis Alberto Lopez (29-2, 16 KO), champion poids plumes IBF, bat aux points Joet Gonzalez (26-4, 15 KO).

18/09 : Kenshiro Teraji (22-1, 14 KO), champion poids mi-mouches WBA & WBC, bat par arrêt de l'arbitre au 9e round Hekkie Budler (35-5, 11 KO).

18/09 : Junto Nakatani (26-0, 19 KO), champion poids super-mouches WBO, bat aux points Argi Cortes (25-4-2, 10 KO).

30/09 : Jai Opetaia (23-0, 18 KO), champion poids lourds-légers IBF, bat par arrêt de l'arbitre au 4e round Jordan Thompson (15-0, 12 KO).

30/09 : Canelo Álvarez (60-2-2, 39 KO), champion poids super-moyens unifié, bat aux points Jermell Charlo (35-2-1, 19 KO).

### Octobre
07/10 : Panya Pradabsri (40-2, 24 KO), champion poids pailles WBC, perd aux points contre Yudai Shigeoka (8-0, 5 KO).

07/10 : Daniel Valladares (27-4-1, 15 KO), champion poids pailles IBF, perd par arrêt de l'arbitre au 5e round contre Ginjiro Shigeoka (10-0, 8 KO).

07/10 : Leigh Wood (28-3, 17 KO), champion poids plumes WBA, bat par arrêt de l'arbitre au 7e round Josh Warrington (31-3-1, 8 KO).

14/10 : Zhanibek Alimkhanuly (15-0, 10 KO), champion poids moyens WBO, bat par arrêt de l'arbitre au 6e round Vincenzo Gualtieri (20-1-1, 7 KO), champion IBF.

28/10 : O'Shaquie Foster (21-2, 12 KO), champion poids super-plumes WBC, bat par arrêt de l'arbitre au 12e round Eduardo Hernandez (34-2, 31 KO).

### Novembre
04/11 : Sivenathi Nontshinga (12-1, 9 KO), champion poids mi-mouches IBF, perd par KO au second round contre Adrian Curiel (24-4-1, 5 KO).

04/11 : Joe Cordina (17-0, 9 KO), champion poids super-plumes IBF, bat aux points Edward Vazquez (15-2, 3 KO).

04/11 : Norair Mikaeljan (27-2, 12 KO) bat par arrêt de l'arbitre au 3e round Ilunga Makabu (29-4, 25 KO) pour le gain du titre vacant de champion poids lourds-légers WBC.

16/11 : Emanuel Navarrete (38-1-1, 31 KO), champion poids super-plumes WBO, fait match nul contre Robson Conceição (17-1-2, 8 KO).

16/11 : Shakur Stevenson (21-0, 10 KO) bat aux points Edwin De Los Santos (16-2, 14 KO) pour le gain du titre vacant de champion poids légers WBC.

25/11 : Héctor Luis García (16-2, 10 KO), champion poids super-plumes WBA, perd son titre aux points contre Lamont Roach (24-1-1, 9 KO).

25/11 : Subriel Matías (20-1, 20 KO), champion poids super-légers IBF, bat par abandon au 6e round Shohjahon Ergashev (23-1, 20 KO).

### Décembre
09/12 : Regis Prograis (29-2, 24 KO), champion poids super-légers WBC, perd aux points contre Devin Haney (31-0, 15 KO).

09/12 : Robeisy Ramirez (13-2, 8 KO), champion poids plumes WBO, perd aux points contre Rafael Espinoza (24-0, 20 KO).

10/12 : Chris Billam-Smith (19-1, 13 KO), champion poids lourds-légers WBO, bat par abandon au 8e round Mateusz Masternak (47-6, 31 KO).

16/12 : Jesse Rodríguez Franco (19-0, 12 KO), champion poids mouches WBO, bat par abandon à l'issue du 9e round Sunny Edwards (20-1, 4 KO), champion IBF.

23/12 : Dmitrii Bivol (22-0, 11 KO), champion poids mi-lourds WBA, bat aux points Lyndon Arthur (23-2, 16 KO).

26/12 : Naoya Inoue (26-0, 23 KO), champion poids super-coqs WBO et WBC, bat par KO au 10e round Marlon Tapales (37-4, 19 KO), champion WBA et IBF.

## Boxe amateur
- Du 1er au 14 mai : championnats du monde de boxe amateur 2023.

## Principaux décès
Liste des boxeurs morts en 2023
- 12 janvier : Gerrie Coetzee, boxeur sud-africain champion du monde des poids lourds WBA en 1983, 67 ans[1].
- 1er avril : Ken Buchanan, boxeur écossais champion du monde des poids légers WBA en 1970 et WBC en 1971, 77 ans[2].
- 28 avril : Arthur Williams, boxeur américain champion du monde des poids lourds-légers IBF en 1998, 58 ans[3].
- 2 mai : Joe Manley, boxeur américain champion du monde des poids super-légers IBF en 1986, 63 ans[4]
- 21 mai : Claude Noel, boxeur trinidadien champion du monde des poids légers WBA en 1981, 74 ans[5].
- 20 juillet : Juan Meza, boxeur mexicain champion du monde des poids super-coqs WBC en 1984, 67 ans[6].